# Grzejnik na podczerwień
Grzejnik na podczerwień, grzejnik promiennikowy lub lampa grzewcza – obiekt o wyższej temperaturze, która przenosi energię do obiektów o niższej temperaturze przez promieniowanie elektromagnetyczne. W zależności od temperatury ciała emitującego, długość fali promieniowania podczerwonego ma zakres od 780 nm do 1 mm. Nie jest konieczne połączenie między obiektami dla transferu energii. Promienniki podczerwieni mogą działać w warunkach próżni lub w atmosferze.
Jedna z klasyfikacji grzejników na podczerwień opiera się na długości emitowanej fali promieniowania podczerwonego:
- Promienniki krótkofalowe (jasne) – emitują promieniowanie w zakresie od 780 nm do 1400 nm. Emitowane światło może być częściowo widzialne. Do tej kategorii zalicza się promieniowanie IR-A, o długości fali od 0,75 do 1,5 µm.
- Promienniki średniofalowe – działają w zakresie długości fali od 1400 nm do 3000 nm. Odpowiadają promieniowaniu IR-B, które obejmuje fale od 1,5 do 3 µm.
- Promienniki długofalowe (ciemne) – emitują promieniowanie o długości fali powyżej 3000 nm. W tym zakresie mieści się promieniowanie IR-C, obejmujące fale dłuższe niż 3 µm.[1]

## Historia
Odkrycie podczerwieni w roku 1800 przypisuje się brytyjskiemu astronomowi sir Williamowi Herschel. Stworzył on urządzenie zwane spektrometrem służące do pomiaru wielkości energii promieniowania przy różnej długości fal. Instrument składał się z trzech części. Pierwszym był pryzmat skupiający promienie słoneczne,  kierujący i rozpraszający je na kolory na stole, drugim był niewielki panel z kartonu ze szczeliną na tyle wąską, by tylko jeden kolor mógł przez nią przejść, a trzecim szklane termometry rtęciowe. Dzięki temu doświadczeniu Herszel stwierdził, że czerwone światło ma najwyższy stopień zmiany temperatury spośród spektrum światła, jednak ogrzewanie na podczerwień nie było powszechnie stosowane aż do II wojny światowej. Podczas II wojny światowej ogrzewanie podczerwienią zaczęło być szerzej stosowane i znane. Główne zastosowanie znalazło przy obróbce wykańczającej metali, zwłaszcza do utwardzania oraz suszenia farb i lakierów stosowanych na sprzęcie wojskowym. Bloki lamp były używane z powodzeniem, choć jak na dzisiejsze standardy, ich wydajność była bardzo niska. Technika ta oferowała znacznie krótszy czas schnięcia niż paliwowe piece konwekcyjne paliwa w tamtym czasie. Problem wąskiego gardła w produkcji został złagodzony i dostawy sprzętu dla sił zbrojnych zostały utrzymane. Po II wojnie światowej wdrażanie technik grzewczych w podczerwieni było kontynuowane, ale na znacznie mniejszą skalę. W połowie lat 50. przemysł samochodowy zaczął wykazywać zainteresowanie możliwościami podczerwieni do utwardzania farby, oddano do użytku wiele linii produkcyjnych wyposażonych w tunele podczerwieni.

## Elementy
Najczęściej stosowanym żarnikiem wykorzystywanym do elektrycznych promienników podczerwieni jest drut wolframowy, zwinięty w zwoje, aby zapewnić większą powierzchnię. Alternatywą przy niskich temperaturach dla wolframu są węgiel, stopy  żelaza, chromu i aluminium (znak i marka KANTHAL). Podczas gdy włókna węglowe są bardziej zmiennie w produkcji, to jednak nagrzewają się znacznie szybciej niż porównywalny grzejnik średniofalowy z żarnikiem FeCrAl.
Przemysłowe grzejniki podczerwieni czasami są wyposażone w pozłacane kwarcowe rurki, które odbijają promieniowanie podczerwone i kierują je w kierunku produktu przeznaczonego do ogrzania. Dzięki temu promieniowanie podczerwone padające na produkt praktycznie podwaja się. Złoto jest stosowane ze względu na jego odporność na utlenianie i bardzo wysoki współczynnik odbicia IR – około 95%.

## Rodzaje
Promienniki podczerwieni są powszechnie stosowane w modułach podczerwieni (lub zespołach emiterów) łączących kilka grzejników aby ogrzewać większe obszary.
Promienniki podczerwieni są zazwyczaj klasyfikowane według długości fali jaką emitują. Grzejniki o fali bliskiej podczerwieni lub w krótkiej fali podczerwieni działają w wysokich temperaturach żarnika powyżej 1800 °C, osiągając w polu działania wysoką intensywność mocy do kilkuset kW/m². Ich największa długość fali jest znacznie poniżej spektrum absorpcji wody, dlatego nie są odpowiednie do wielu zastosowań przy suszeniu. Dobrze sprawdzają się do ogrzewania silicatu, gdzie jest wymagana jest głęboka penetracja.
Średniofalowe i węglowe grzejniki w podczerwieni działają przy temperaturach żarników około 1000 °C. Osiągają maksymalnych gęstości mocy do 60 kW/m² (średniofalowe) i 150 kW/m² (węglowe).
Grzejniki podczerwieni długofalowe są zwykle używane w tak zwanych saunach niskotemperaturowych w dalekiej podczerwieni. Należą do wyższego i bardziej kosztownego obszaru rynku saun na podczerwień. Zamiast używać węglowych, kwarcowych lub wysokiej mocy ceramicznych emiterów, które emitują bliskie i średnie promieniowanie podczerwone, ciepło  i światło, emitery dalekiej podczerwieni używają płyt ceramicznych o niższej mocy, które pozostają chłodne, a jednocześnie emitują promieniowanie w dalekiej podczerwieni.

## Wpływ na zdrowie
Oprócz niebezpieczeństwa dotknięcia gorącego elementu czy żarnika, krótkofalowe promieniowanie podczerwone o wysokiej intensywności może powodować pośrednio oparzenia termiczne, gdy skóra jest eksponowana zbyt długo lub lampa grzewcza znajduje się zbyt blisko obiektu. U osób narażonych na duże ilości promieniowania podczerwonego (jak wydmuchiwacze szkła czy spawacze łukowi) w dłuższym czasie może wystąpić odbarwienie tęczówki i mętność cieczy wodnistej oka, dlatego ekspozycja powinna być kontrolowana.

## Wydajność
Elektryczne promienniki podczerwieni emitują do 86% mocy wejściowej jako energię w postaci promieniowania. Prawie cała pobrana energia elektryczna jest przekształcana w ciepło promieniowania podczerwonego żarnika i kierowane na produkt przez odbłyśniki. Niewielka część energii cieplnej ucieka z elementu grzejnego przez przewodzenie i konwekcję, podczas kiedy w niektórych wersjach może nie być w ogóle straty.
W praktyce wydajność grzejnika na podczerwień zależy od długości fali emitowanej i widmo absorpcji materiału ogrzewanego. Na przykład, widmo absorpcji wody osiąga szczyt przy około 3000 nm. Oznacza to, że emisja ze średniofalowych lub węglowych grzejników podczerwieni jest znacznie lepiej wchłaniany przez wodę i lakiery na bazie wody niż z fali bliskiej podczerwieni lub krótkiej fali promieniowania podczerwonego. To samo dotyczy wielu tworzyw sztucznych, takich jak PCW lub polietylen. Ich szczyt absorpcji wynosi około 3500 nm. Z drugiej strony, pewne metale absorbują ciepło tylko w zakresie krótkich fal i wykazują silne odbijanie średniej i  dalekiej podczerwieni. To sprawia, że właściwy dobór grzejnika odpowiedniego rodzaju podczerwieni jest ważny dla efektywności energetycznej w procesie ogrzewania.
Elementy ceramiczne pracują w temperaturze 300 do 700 °C (570 do 1290 °F) wytwarzając fale podczerwone w zakresie od 2000 do 10000 nm. Większość tworzyw sztucznych i wiele innych materiałów najlepiej absorbuje podczerwień w tym zakresie, co sprawia, że grzejnik ceramiczny jest najodpowiedniejszy do tego zastosowania.

## Zastosowania
Grzejniki w podczerwieni krótkofalowej spełniają szereg wymogów dla ogrzewania, w tym:
- Bardzo wysoka temperatura, w dużym stopniu ograniczona przez maksymalną temperaturę emitera,
- Szybki czas reakcji, rzędu 1-2 sekund,
- Gradienty temperatury, zwłaszcza dla materiałów o wysokiej chłonności ciepła,
- Skoncentrowana strefa ogrzewania, relatywnie do metod ogrzewania oporowego i konwekcyjnego,
- Bezdotykowe, nie wpływa negatywnie na produkt jak przy ogrzewaniu oporowym lub konwekcyjnym.

Grzejniki krótkofalowe na podczerwień to wiele zastosowań, w tym:
- Utwardzanie powłok
- Kurczenie tworzyw sztucznych
- Ogrzewanie plastiku przed formowaniem
- Spawanie tworzyw sztucznych
- Obróbka cieplna szkła i metali
- Gotowanie
- Ogrzewanie ssących zwierząt czy zwierząt żyjących w zoo lub klinikach weterynaryjnych.

Promieniowanie długofalowe - IR-C – jest wykorzystywane w ogrzewaniu domów, mieszkań, ludzi i zwierząt. Emitują ciepło w sposób zbliżony do naturalnego promieniowania słonecznego, nie wytwarzając światła, dzięki czemu są komfortowe dla oczu i w pełni bezpieczne w codziennym użytkowaniu. Temperatura pracy takich grzejników to między 80°C a 120°C.